# Зайбт, Бастиан
Бастиан Зайбт (нем. Bastian Seibt; род. 19 марта 1978, Гамбург) — немецкий гребец, выступавший за сборную Германии по академической гребле в 2003—2012 годах. Трёхкратный чемпион мира, чемпион Европы, победитель и призёр этапов Кубка мира, участник двух летних Олимпийских игр.

## Биография
Бастиан Зайбт родился 19 марта 1978 года в Гамбурге, ФРГ. Занимался академической греблей в одном из местных клубов.
Первого серьёзного успеха на взрослом международном уровне добился в сезоне 2003 года, когда вошёл в основной состав немецкой национальной сборной и в зачёте восьмёрок лёгкого веса одержал победу на этапе Кубка мира в Люцерне. Позже в той же дисциплине победил на чемпионате мира в Милане.
В 2005 году в распашных безрульных четвёрках лёгкого веса выиграл серебряные медали на этапах Кубка мира в Мюнхене и Люцерне, стал пятым на мировом первенстве в Гифу.
В 2006 году в безрульных лёгких четвёрках победил на этапе Кубка мира в Мюнхене, взял бронзу на этапе в Люцерне, тогда как на чемпионате мира в Итоне занял седьмое место.
В 2007 году стартовал на домашнем мировом первенстве в Мюнхене, но был далёк здесь от попадания в число призёров.
Благодаря череде удачных выступлений удостоился права защищать честь страны на летних Олимпийских играх 2008 года в Пекине — в программе четвёрок лёгкого веса сумел дойти лишь до стадии полуфиналов, экипаж вынужден был сняться с соревнований в связи с неудовлетворительным состоянием здоровья одного из гребцов.
После пекинской Олимпиады Зайбт остался в составе гребной команды Германии на ещё один олимпийский цикл и продолжил принимать участие в крупнейших международных регатах. Так, в 2010 году он был лучшим в лёгких безрульных четвёрках на чемпионате Европы в Монтемор-у-Велью и в лёгких восьмёрках на чемпионате мира в Карапиро.
В 2011 году в лёгких безрульных двойках выиграл этапы Кубка мира в Гамбурге и Люцерне, стал бронзовым призёром на мировом первенстве в Бледе.
Находясь в числе лидеров немецкой национальной сборной, благополучно прошёл отбор на Олимпийские игры 2012 года в Лондоне — на сей раз в программе четвёрок лёгкого веса квалифицировался в утешительный финал B и расположился в итоговом протоколе соревнований на девятой строке. Также в этом сезоне отметился победой в лёгких восьмёрках на чемпионате мира в Пловдиве, став таким образом трёхкратным чемпионом мира по академической гребле.